# Benay Venuta
Cet article possède un paronyme, voir Benvenuta.
Benay Venuta, née Benvenuta Rose Crooke, est une actrice américaine née le 27 janvier 1910 à San Francisco, Californie (États-Unis), morte le 1er septembre 1995 à New York (New York).

## Filmographie
- 1947 : Repeat Performance d'Alfred L. Werker : Bess Michaels
- 1948 : I, Jane Doe : Phyllis Tuttle
- 1948 : Parade de printemps (Easter Parade) : Bar Patron
- 1950 : Annie, la reine du cirque (Annie Get Your Gun) : Dolly Tate
- 1951 : Aventure à Tokyo (Call Me Mister) de Lloyd Bacon : Billie Barton
- 1952 : Stars and Stripes Forever : Madame Bernsdorff-Mueller
- 1954 : Ricochet Romance : Claire Renard
- 1957 : Kidnapping en dentelles (The Fuzzy Pink Nightgown) : Daisy Parker
- 1958 : Cool and Lam (TV) : Bertha Cool
- 1967 : Annie Get Your Gun (TV) : Dolly Tate
- 1972 : Between Time and Timbuktu (TV) : Diana Moon Glampers
- 1994 : Coups de feu sur Broadway (Bullets Over Broadway) : Theater Well-Wisher